# Hallopora
Hallopora is een geslacht van uitgestorven Bryozoa uit het Vroeg-Siluur. Ze zijn te vinden in Ohio, Indiana en Kentucky in het midwesten van de Verenigde Staten, meestal in de Kope formatie van het Ordovicium.